# Liste der Nummer-eins-Hits in den britischen Charts (1971)
Dies ist eine Liste der Nummer-eins-Hits in den britischen Charts im Jahr 1971. Sie basiert auf den Official Singles Chart Top 50 und den Albums Chart Top 50, die vom Chart Information Network ermittelt wurden. Es gab in diesem Jahr 14 Nummer-eins-Singles und 18 Nummer-eins-Alben.

## Singles
| ← 1970 ← | Liste der Nummer-eins-Hits in den britischen Charts | Liste der Nummer-eins-Hits in den britischen Charts | Liste der Nummer-eins-Hits in den britischen Charts                                   | 1972 →                    |
| \| Zeitraum \| Wo. ges. \| Interpret \| Titel Autor(en) \| Zusätzliche Informationen \| \| (Zeitraum, Wochen auf Platz eins, Interpret, Titel, Autor[en], zusätzliche Informationen) \| \| \| \| \| \| ----------------------------------------------------------------------------------------- \| -------- \| -------------------- \| ------------------------------------------------------------------------------------- \| ------------------------- \| \| 22. November 1970 – 2. Januar 1971 6 Wochen \| 6 \| Dave Edmunds \| I Hear You Knocking Pearl King, Dave Bartholomew \| – \| \| 3. Januar 1971 – 23. Januar 1971 3 Wochen \| 3 \| Clive Dunn \| Grandad Musik: Herbie Flowers; Text: Ken Pickett \| – \| \| 24. Januar 1971 – 27. Februar 1971 5 Wochen \| 5 \| George Harrison \| My Sweet Lord George Harrison \| – \| \| 28. Februar 1971 – 13. März 1971 2 Wochen \| 2 \| Mungo Jerry \| Baby Jump Ray Dorset \| – \| \| 14. März 1971 – 24. April 1971 6 Wochen \| 6 \| T. Rex \| Hot Love Marc Bolan \| – \| \| 25. April 1971 – 8. Mai 1971 2 Wochen \| 2 \| Dave & Ansil Collins \| Double Barrel Ansel George Collins, David John Crooks, Winston Delano Riley \| – \| \| 9. Mai 1971 – 12. Juni 1971 5 Wochen \| 5 \| Dawn \| Knock Three Times L. Russell Brown, Irwin Levine \| – \| \| 13. Juni 1971 – 17. Juli 1971 5 Wochen \| 5 \| Middle of the Road \| Chirpy Chirpy Cheep Cheep Musik: Harold Stott; Text: Giuseppe Cassia \| – \| \| 18. Juli 1971 – 14. August 1971 4 Wochen \| 4 \| T. Rex \| Get It On (Bang a Gong) Marc Bolan \| – \| \| 15. August 1971 – 11. September 1971 4 Wochen \| 4 \| Diana Ross \| I’m Still Waiting Deke Richards \| – \| \| 12. September 1971 – 2. Oktober 1971 3 Wochen \| 3 \| The Tams \| Hey Girl, Don’t Bother Me Ray Robert Whitley \| – \| \| 3. Oktober 1971 – 6. November 1971 5 Wochen \| 5 \| Rod Stewart \| Maggie May / Reason to Believe Roderick David Stewart, Martin Quittenton / Tim Hardin \| – \| \| 7. November 1971 – 4. Dezember 1971 4 Wochen \| 4 \| Slade \| Coz I Luv You Neville Holder, James Lea \| – \| \| 5. Dezember 1971 – 1. Januar 1972 4 Wochen \| 4 \| Benny Hill \| Ernie (The Fastest Milkman in the West) Benny Hill \| – \| |                                                     |                                                     |                                                                                       |                           |
| ← 1970 |                                                     |                                                     |                                                                                       | → 1972 →                  |
| Zeitraum | Wo. ges.                                            | Interpret                                           | Titel Autor(en)                                                                       | Zusätzliche Informationen |
| (Zeitraum, Wochen auf Platz eins, Interpret, Titel, Autor[en], zusätzliche Informationen) |                                                     |                                                     |                                                                                       |                           |
| 22. November 1970 – 2. Januar 1971 6 Wochen | 6                                                   | Dave Edmunds                                        | I Hear You Knocking Pearl King, Dave Bartholomew                                      | –                         |
| 3. Januar 1971 – 23. Januar 1971 3 Wochen | 3                                                   | Clive Dunn                                          | Grandad Musik: Herbie Flowers; Text: Ken Pickett                                      | –                         |
| 24. Januar 1971 – 27. Februar 1971 5 Wochen | 5                                                   | George Harrison                                     | My Sweet Lord George Harrison                                                         | –                         |
| 28. Februar 1971 – 13. März 1971 2 Wochen | 2                                                   | Mungo Jerry                                         | Baby Jump Ray Dorset                                                                  | –                         |
| 14. März 1971 – 24. April 1971 6 Wochen | 6                                                   | T. Rex                                              | Hot Love Marc Bolan                                                                   | –                         |
| 25. April 1971 – 8. Mai 1971 2 Wochen | 2                                                   | Dave & Ansil Collins                                | Double Barrel Ansel George Collins, David John Crooks, Winston Delano Riley           | –                         |
| 9. Mai 1971 – 12. Juni 1971 5 Wochen | 5                                                   | Dawn                                                | Knock Three Times L. Russell Brown, Irwin Levine                                      | –                         |
| 13. Juni 1971 – 17. Juli 1971 5 Wochen | 5                                                   | Middle of the Road                                  | Chirpy Chirpy Cheep Cheep Musik: Harold Stott; Text: Giuseppe Cassia                  | –                         |
| 18. Juli 1971 – 14. August 1971 4 Wochen | 4                                                   | T. Rex                                              | Get It On (Bang a Gong) Marc Bolan                                                    | –                         |
| 15. August 1971 – 11. September 1971 4 Wochen | 4                                                   | Diana Ross                                          | I’m Still Waiting Deke Richards                                                       | –                         |
| 12. September 1971 – 2. Oktober 1971 3 Wochen | 3                                                   | The Tams                                            | Hey Girl, Don’t Bother Me Ray Robert Whitley                                          | –                         |
| 3. Oktober 1971 – 6. November 1971 5 Wochen | 5                                                   | Rod Stewart                                         | Maggie May / Reason to Believe Roderick David Stewart, Martin Quittenton / Tim Hardin | –                         |
| 7. November 1971 – 4. Dezember 1971 4 Wochen | 4                                                   | Slade                                               | Coz I Luv You Neville Holder, James Lea                                               | –                         |
| 5. Dezember 1971 – 1. Januar 1972 4 Wochen | 4                                                   | Benny Hill                                          | Ernie (The Fastest Milkman in the West) Benny Hill                                    | –                         |

## Alben
| ← 1970 ← | Liste der Nummer-eins-Hits in den britischen Charts | Liste der Nummer-eins-Hits in den britischen Charts | Liste der Nummer-eins-Hits in den britischen Charts | 1972 →                    |
| \| Zeitraum \| Wo. ges. \| Interpret \| Titel \| Zusätzliche Informationen \| \| (Zeitraum, Wochen auf Platz eins, Interpret, Titel, zusätzliche Informationen) \| \| \| \| \| \| ------------------------------------------------------------------------------ \| -------- \| ---------------------------- \| ------------------------------ \| ------------------------- \| \| 13. Dezember 1970 – 9. Januar 1971 4 Wochen (insgesamt 5) \| 5 \| Andy Williams \| Greatest Hits \| – \| \| 10. Januar 1971 – 30. Januar 1971 3 Wochen (insgesamt 33) \| 33 \| Simon & Garfunkel \| Bridge over Troubled Water \| – \| \| 31. Januar 1971 – 27. März 1971 8 Wochen \| 8 \| George Harrison \| All Things Must Pass \| – \| \| 28. März 1971 – 10. April 1971 2 Wochen \| 2 \| Andy Williams \| Home Lovin’ Man \| – \| \| 11. April 1971 – 1. Mai 1971 3 Wochen \| 3 \| (Verschiedene Interpreten) \| Motown Chartbusters, Volume 5 \| – \| \| 2. Mai 1971 – 30. Mai 1971 5 Wochen (insgesamt 5) \| 5 \| Rolling Stones \| Sticky Fingers \| – \| \| 31. Mai 1971 – 12. Juni 1971 1 Woche \| 1 \| Paul & Linda McCartney \| Ram \| – \| \| 13. Juni 1971 – 19. Juni 1971 1 Woche (insgesamt 5) \| 5 \| Rolling Stones \| Sticky Fingers \| – \| \| 20. Juni 1971 – 26. Juni 1971 1 Woche \| 1 \| Emerson, Lake & Palmer \| Tarkus \| – \| \| 27. Juni 1971 – 31. Juli 1971 5 Wochen (insgesamt 33) \| 33 \| Simon & Garfunkel \| Bridge over Troubled Water \| – \| \| 1. August 1971 – 7. August 1971 1 Woche \| 1 \| (Verschiedene Interpreten) \| Hot Hits 6 \| – \| \| 8. August 1971 – 14. August 1971 1 Woche \| 1 \| Moody Blues \| Every Good Boy Deserves Favour \| – \| \| 15. August 1971 – 4. September 1971 3 Wochen \| 3 \| (Verschiedene Interpreten) \| Top of the Pops, Volume 18 \| – \| \| 5. September 1971 – 11. September 1971 1 Woche (insgesamt 33) \| 33 \| Simon & Garfunkel \| Bridge over Troubled Water \| – \| \| 12. September 1971 – 18. September 1971 1 Woche \| 1 \| The Who \| Who’s Next \| – \| \| 19. September 1971 – 25. September 1971 1 Woche \| 1 \| Deep Purple \| Fireball \| – \| \| 26. September 1971 – 23. Oktober 1971 4 Wochen (insgesamt 6) \| 6 \| Rod Stewart \| Every Picture Tells a Story \| – \| \| 24. Oktober 1971 – 6. November 1971 2 Wochen \| 2 \| John Lennon/Plastic Ono Band \| Imagine \| – \| \| 7. November 1971 – 20. November 1971 2 Wochen (insgesamt 6) \| 6 \| Rod Stewart \| Every Picture Tells a Story \| – \| \| 21. November 1971 – 27. November 1971 1 Woche \| 1 \| (Verschiedene Interpreten) \| Top of the Pops, Volume 20 \| – \| \| 28. November 1971 – 11. Dezember 1971 2 Wochen \| 2 \| Led Zeppelin \| Led Zeppelin IV \| – \| \| 12. Dezember 1971 – 22. Januar 1972 6 Wochen (insgesamt 8) \| 8 \| T. Rex \| Electric Warrior \| – \| |                                                     |                                                     |                                                     |                           |
| ← 1970 |                                                     |                                                     |                                                     | → 1972 →                  |
| Zeitraum | Wo. ges.                                            | Interpret                                           | Titel                                               | Zusätzliche Informationen |
| (Zeitraum, Wochen auf Platz eins, Interpret, Titel, zusätzliche Informationen) |                                                     |                                                     |                                                     |                           |
| 13. Dezember 1970 – 9. Januar 1971 4 Wochen (insgesamt 5) | 5                                                   | Andy Williams                                       | Greatest Hits                                       | –                         |
| 10. Januar 1971 – 30. Januar 1971 3 Wochen (insgesamt 33) | 33                                                  | Simon & Garfunkel                                   | Bridge over Troubled Water                          | –                         |
| 31. Januar 1971 – 27. März 1971 8 Wochen | 8                                                   | George Harrison                                     | All Things Must Pass                                | –                         |
| 28. März 1971 – 10. April 1971 2 Wochen | 2                                                   | Andy Williams                                       | Home Lovin’ Man                                     | –                         |
| 11. April 1971 – 1. Mai 1971 3 Wochen | 3                                                   | (Verschiedene Interpreten)                          | Motown Chartbusters, Volume 5                       | –                         |
| 2. Mai 1971 – 30. Mai 1971 5 Wochen (insgesamt 5) | 5                                                   | Rolling Stones                                      | Sticky Fingers                                      | –                         |
| 31. Mai 1971 – 12. Juni 1971 1 Woche | 1                                                   | Paul & Linda McCartney                              | Ram                                                 | –                         |
| 13. Juni 1971 – 19. Juni 1971 1 Woche (insgesamt 5) | 5                                                   | Rolling Stones                                      | Sticky Fingers                                      | –                         |
| 20. Juni 1971 – 26. Juni 1971 1 Woche | 1                                                   | Emerson, Lake & Palmer                              | Tarkus                                              | –                         |
| 27. Juni 1971 – 31. Juli 1971 5 Wochen (insgesamt 33) | 33                                                  | Simon & Garfunkel                                   | Bridge over Troubled Water                          | –                         |
| 1. August 1971 – 7. August 1971 1 Woche | 1                                                   | (Verschiedene Interpreten)                          | Hot Hits 6                                          | –                         |
| 8. August 1971 – 14. August 1971 1 Woche | 1                                                   | Moody Blues                                         | Every Good Boy Deserves Favour                      | –                         |
| 15. August 1971 – 4. September 1971 3 Wochen | 3                                                   | (Verschiedene Interpreten)                          | Top of the Pops, Volume 18                          | –                         |
| 5. September 1971 – 11. September 1971 1 Woche (insgesamt 33) | 33                                                  | Simon & Garfunkel                                   | Bridge over Troubled Water                          | –                         |
| 12. September 1971 – 18. September 1971 1 Woche | 1                                                   | The Who                                             | Who’s Next                                          | –                         |
| 19. September 1971 – 25. September 1971 1 Woche | 1                                                   | Deep Purple                                         | Fireball                                            | –                         |
| 26. September 1971 – 23. Oktober 1971 4 Wochen (insgesamt 6) | 6                                                   | Rod Stewart                                         | Every Picture Tells a Story                         | –                         |
| 24. Oktober 1971 – 6. November 1971 2 Wochen | 2                                                   | John Lennon/Plastic Ono Band                        | Imagine                                             | –                         |
| 7. November 1971 – 20. November 1971 2 Wochen (insgesamt 6) | 6                                                   | Rod Stewart                                         | Every Picture Tells a Story                         | –                         |
| 21. November 1971 – 27. November 1971 1 Woche | 1                                                   | (Verschiedene Interpreten)                          | Top of the Pops, Volume 20                          | –                         |
| 28. November 1971 – 11. Dezember 1971 2 Wochen | 2                                                   | Led Zeppelin                                        | Led Zeppelin IV                                     | –                         |
| 12. Dezember 1971 – 22. Januar 1972 6 Wochen (insgesamt 8) | 8                                                   | T. Rex                                              | Electric Warrior                                    | –                         |

Die Angaben basieren auf den offiziellen Verkaufshitparaden des Chart Information Networks für das Vereinigte Königreich. Die Datumsangaben beziehen sich auf das Gültigkeitsdatum der Charts, also jeweils die auf die Verkaufswoche folgende Woche.

## Jahreshitparaden
| ← 1970 ← | Liste der Nummer-eins-Hits in den britischen Charts | Liste der Nummer-eins-Hits in den britischen Charts      | Liste der Nummer-eins-Hits in den britischen Charts | 1972 →   |
| \| Singles \| Position# \| Alben \| \| ------------------------------------------------------------------------------------------------- \| --------- \| -------------------------------------------------------- \| \| My Sweet Lord George Harrison \| 1 \| Bridge over Troubled Water Simon & Garfunkel \| \| Maggie May / Reason to Believe Rod Stewart Roderick David Stewart, Martin Quittenton / Tim Hardin \| 2 \| Every Picture Tells a Story Rod Stewart \| \| Chirpy Chirpy Cheep Cheep Middle of the Road Musik: Harold Stott; Text: Giuseppe Cassia \| 3 \| Sticky Fingers Rolling Stones \| \| Knock Three Times Dawn L. Russell Brown, Irwin Levine \| 4 \| Electric Warrior T. Rex \| \| Hot Love T. Rex Marc Bolan \| 5 \| Motown Chartbusters, Volume 5 (Verschiedene Interpreten) \| \| The Pushbike Song The Mixtures Idris Lloyd Jones, Evan Jones \| 6 \| Mud Slide Slim and the Blue Horizon James Taylor \| \| Never Ending Song of Love The New Seekers Delaney Bramlett, Bonnie Lynn Bramlett \| 7 \| Every Good Boy Deserves Favour Moody Blues \| \| I’m Still Waiting Diana Ross Deke Richards \| 8 \| Greatest Hits Andy Williams \| \| Get It On (Bang a Gong) T. Rex Marc Bolan \| 9 \| Ram Paul & Linda McCartney \| \| Hey Girl, Don’t Bother Me The Tams Ray Robert Whitley \| 10 \| Tapestry Carole King \| |                                                     |                                                          |                                                     |          |
| ← 1970 |                                                     |                                                          |                                                     | → 1972 → |
| Singles | Position#                                           | Alben                                                    |                                                     |          |
| My Sweet Lord George Harrison | 1                                                   | Bridge over Troubled Water Simon & Garfunkel             |                                                     |          |
| Maggie May / Reason to Believe Rod Stewart Roderick David Stewart, Martin Quittenton / Tim Hardin | 2                                                   | Every Picture Tells a Story Rod Stewart                  |                                                     |          |
| Chirpy Chirpy Cheep Cheep Middle of the Road Musik: Harold Stott; Text: Giuseppe Cassia | 3                                                   | Sticky Fingers Rolling Stones                            |                                                     |          |
| Knock Three Times Dawn L. Russell Brown, Irwin Levine | 4                                                   | Electric Warrior T. Rex                                  |                                                     |          |
| Hot Love T. Rex Marc Bolan | 5                                                   | Motown Chartbusters, Volume 5 (Verschiedene Interpreten) |                                                     |          |
| The Pushbike Song The Mixtures Idris Lloyd Jones, Evan Jones | 6                                                   | Mud Slide Slim and the Blue Horizon James Taylor         |                                                     |          |
| Never Ending Song of Love The New Seekers Delaney Bramlett, Bonnie Lynn Bramlett | 7                                                   | Every Good Boy Deserves Favour Moody Blues               |                                                     |          |
| I’m Still Waiting Diana Ross Deke Richards | 8                                                   | Greatest Hits Andy Williams                              |                                                     |          |
| Get It On (Bang a Gong) T. Rex Marc Bolan | 9                                                   | Ram Paul & Linda McCartney                               |                                                     |          |
| Hey Girl, Don’t Bother Me The Tams Ray Robert Whitley | 10                                                  | Tapestry Carole King                                     |                                                     |          |